# Synaptomys europeaus
Synaptomys europeaus – wymarły gatunek gryzoni z rodziny chomikowatych. Gatunek po raz pierwszy został opisany przez polskiego zoologa i paleontologa 
Kazimierza Kowalskiego w 1977 roku, na podstawie kopalnych szczątków odkrytych w Rębielicach Królewskich.